# Dölling und Galitz Verlag
Der Dölling und Galitz Verlag ist ein Imprint der Junius Verlag GmbH mit Sitz in Hamburg. Der Verlag wurde 1986 in Hamburg-Altona von den Literaturwissenschaftlern Peter Dölling und Robert Galitz gegründet. Geschäftsführer waren Peter Dölling (bis Ende 2003) und Robert Galitz (bis Ende 2023). Seit 1. Januar 2024 ist Steffen Herrmann von der Junius Verlag GmbH alleiniger Geschäftsführer. Der Dölling und Galitz Verlag wird von Sabine Niemann geleitet. Er ist Mitglied im Börsenverein des Deutschen Buchhandels.

## Verlagsprogramm
Das Programm umfasst Bücher sowie zu einem kleineren Teil E-Books aus den Bereichen Architektur, Fotografie, Natur, Kunst- und Kulturgeschichte, Geschichte und Judaica mit regionalem Schwerpunkt Hamburg (bis 2023 auch München). Der Verlag realisiert einen erheblichen Teil seiner Projekte in enger Zusammenarbeit mit Kooperationspartnern, darunter zahlreichen Museen, universitären Einrichtungen, Archiven und Stiftungen. Das Hamburgische Architekturarchiv (HAA), der Bund Deutscher Architekten in Hamburg (BDA), der Denkmalverein Hamburg (DVH), das Schleswig-Holsteinische Archiv für Architektur und Ingenieurbaukunst, der Naturwissenschaftliche Verein in Hamburg, das Institut für die Geschichte der deutschen Juden in Hamburg (IGdJ), die Forschungsstelle für Zeitgeschichte in Hamburg (FZH) und das Joseph Carlebach Institute in Israel geben oder gaben im Dölling und Galitz Verlag Schriftenreihen heraus.
Für den Standort Hamburg sind Architektur- und Stadtentwicklungsthemen von besonderer Bedeutung. Große Architekten und Planer aus Hamburg und Norddeutschland werden in Bild-Text-Bänden dargestellt, u. a. Martin Haller, Peter Behrens, Fritz Schumacher, Fritz Höger, Carl Gustav Bensel, Gustav Oelsner, Karl Schneider, Werner Kallmorgen, Konstanty Gutschow, Cäsar Pinnau, Bernhard Hermkes. Thematisch orientierte Bücher zu Kirchenbau, Kontorhausbau, Nachkriegsmoderne, Ingenieurbau, Villen- und Wohnhausarchitektur sowie Stadt- und Landschaftsplanung ergänzen diese Werkmonografien. Daneben sind Naturthemen ein wichtiger Teil des Programms. Die Bandbreite reicht von wissenschaftlich anspruchsvollen Titeln wie dem »Hamburger Pflanzenatlas von A bis Z« bis hin zu populär ausgerichteten Bildbänden, etwa zum »Makrokosmos Honigbiene«.
Schwerpunkt des Münchner Standorts waren stadtgeschichtliche Untersuchungen, Titel zur Münchner Film- und Kinogeschichte und Nachkriegsmoderne in der Architektur, eine Hörbuchreihe über den bayerischen Mundartdichter Georg Queri sowie multimediale Projekte. In Kooperation mit der Wochenzeitung »Die Zeit« wurden Filmeditionen zur deutschen Geschichte, mit dem Norddeutschen Rundfunk eine »Höredition der Weltliteratur«, mit dem Rowohlt-Verlag »Enhanced e-Book-Projekte« entwickelt. Der Verlag konzipierte und produzierte Multimediaguides für Museen (»Staatliche Antikensammlungen, München«, in Zusammenarbeit mit der Ki-AG) sowie Inhalte für Medienstationen (Dauerausstellung in der »Monacensia« über das »Literarische Leben zur Zeit Thomas Manns«).
1997 wurde dem Verlag die Prämie der Hamburger Kulturbehörde für besonders engagierte Verlagsprogramme zugesprochen. Bücher aus dem Verlag wurden u. a. mit dem Deutschen Gartenbuchpreis (»Politik durch die Blume. Gartenbauausstellungen in Hamburg und Erfurt« von Kristina Vagt und »Der Botanische Wanderführer für Hamburg und Umgebung« von Hans-Helmut Poppendieck u. a.) sowie mehrfach von der Stiftung Buchkunst ausgezeichnet. Mit dem Buchpreis der Staatsbibliothek »HamburgLesen« wurden »Bauschmuck bei Fritz Schumacher« von Maike Bruhns und »Von der Festung bis Planten un Blomen. Die Hamburger Wallanlagen«, hg. von Heino Grunert, ausgezeichnet.